# Гартенштайн (Саксонія)
Гартенштайн (нім. Hartenstein) — місто в Німеччині, розташоване в землі Саксонія. Входить до складу району Цвікау.
Площа — 36,72 км2. Населення становить 4503 ос. (станом на 31 грудня 2020).